# Ceakalți, Kărdjali
Ceakalți (în bulgară Чакалци) este un sat în comuna Djebel, regiunea Kărdjali,  Bulgaria. 

## Demografie
Componența etnică a satului Ceakalți
     Bulgari (38,09%)
     Turci (55,55%)
     Nicio identificare (6,34%)
     Altele (0%)
La recensământul din 2011, populația satului Ceakalți era de 63 locuitori. Din punct de vedere etnic, majoritatea locuitorilor (55,55%) erau turci, cu o minoritate de bulgari (38,09%). Pentru 6,34% din locuitori nu este cunoscută apartenența etnică.